# Поінформованість про фертильність
Поінформованість про фертильність відноситься до набору практик, які використовуються для визначення фертильної та безплідної фаз менструального циклу жінки. Методи обізнаності про фертильність можна використовувати, щоб уникнути вагітності, досягти вагітності або як спосіб моніторингу гінекологічного здоров'я.
Методи визначення безплідних днів відомі з давнини, але наукові знання, отримані протягом минулого століття, збільшили кількість, різноманітність і особливо точність методів.
Системи обізнаності про фертильність покладаються на спостереження за змінами одної або кількох основних ознак фертильності (базальної температури тіла, цервікального слизу та положення шийки матки), відстеження тривалості менструального циклу та визначення періоду фертильності на основі цієї інформації, або обох. Можуть спостерігатися й інші ознаки: чутливість грудей і овуляторні болі (болі при овуляції), смужки для аналізу сечі, відомі як набори для прогнозування овуляції (OPK), і мікроскопічне дослідження слини або цервікальної рідини. Також доступні комп'ютеризовані монітори фертильності.

## Термінологія
Методи, засновані на симптомах, включають відстеження однієї або кількох із трьох основних ознак фертильності: базальної температури тіла, цервікального слизу та положення шийки матки. Системи, що покладаються виключно на цервікальний слиз, включають метод овуляції Біллінгса, модель Крейтона та дводенний метод. Симптотермічні методи поєднують спостереження базальної температури тіла (БТТ), цервікального слизу та іноді положення шийки матки. Методи, засновані на календарі, покладаються на відстеження циклу жінки та визначення її періоду фертильності на основі тривалості її циклів. Найвідомішим із цих методів є метод стандартних днів. Метод календарного ритму також вважається календарним методом, хоча він не є чітко визначеним і має багато різних значень для різних людей.
Системи обізнаності про народжуваність можна назвати методами, заснованими на обізнаності про народжуваність; термін «Метод підвищення рівня плідності» (FAM) відноситься конкретно до системи, яку викладав Тоні Вешлер. Термін «природне планування сім'ї» іноді використовується для позначення будь-якого використання методів підвищення фертильності, методу лактаційної аменореї та періодичного утримання під час періоду зачаття. Користувачі природного планування сім'ї можуть використовувати метод визначення фертильності для визначення періоду фертильності.
Жінки, які годують дитину грудьми і бажають уникнути вагітності, можуть практикувати метод лактаційної аменореї. Метод лактаційної аменореї відрізняється від поінформованості про фертильність, але оскільки він також не включає контрацептиви, його часто подають поряд із поінформованістю про фертильність, як метод «природного» контролю народжуваності.
У католицькій церкві та деяких протестантських деномінаціях термін «природне планування сім'ї» часто використовується для позначення інформованості про фертильність, вказуючи, що це єдиний метод планування сім'ї, схвалений Церквою. 

## Історія

### Розвиток календарних методів
Точно невідомо, коли вперше було виявлено, що у жінок є передбачувані періоди фертильності та безпліддя. У трактаті Талмуда Нідда вже чітко зазначено, що жінка вагітніє лише в певні періоди місяця, що, здається, відноситься до овуляції. Святий Августин писав про періодичне утримання, щоб уникнути вагітності в 388 році (маніхеї намагалися використовувати цей метод, щоб залишитися бездітним, і Августин засуджував їх використання періодичного утримання). В одній книзі стверджується, що періодичне утримання рекомендувалося «декількома світськими мислителями з середини дев'ятнадцятого століття», але домінуючою силою в популяризації методів, заснованих на народжуваності, у XX столітті була Римо-католицька церква.
У 1905 році Теодор Гендрік ван де Вельде, голландський гінеколог, показав, що у жінок овуляція відбувається лише один раз за менструальний цикл.  
У 1920-х роках японський гінеколог Кюсаку Огіно та австрієць Герман Кнаус незалежно один від одного виявили, що овуляція відбувається приблизно за чотирнадцять днів до наступної менструації. Огіно використав своє відкриття, щоб розробити формулу, яка допоможе безплідним жінкам визначити час статевого акту для досягнення вагітності. У 1930 році римо-католицький лікар з Нідерландів Джон Смулдерс використав це відкриття, щоб створити метод запобігання вагітності. Смалдерс опублікував свою роботу спільно з голландською римо-католицькою медичною асоціацією, і це була перша формалізована система періодичного утримання: метод ритму. 

### Введення ознак температури та цервікального слизу
У 1930-х роках преподобний Вільгельм Гіллебранд, католицький священик у Німеччині, розробив систему запобігання вагітності на основі базальної температури тіла. Цей температурний метод виявився більш ефективним у допомозі жінкам уникнути вагітності, ніж методи, засновані на календарі. Протягом наступних кількох десятиліть обидві системи стали широко використовуватися серед католицьких жінок. Дві промови, виголошені Папою Пієм XII у 1951 році, дали найвищу форму визнання схвалення Католицькою церквою — для пар, яким необхідно було уникати вагітності — цих систем. На початку 1950-х років Джон Біллінгс виявив зв'язок між цервікальним слизом і фертильністю, працюючи в Мельбурнському католицькому сімейному бюро. Біллінгс та кілька інших лікарів, включаючи його дружину, доктора Евелін Біллінгс, вивчали цей знак протягом кількох років, а наприкінці 1960-х років провели клінічні випробування та почали створювати навчальні центри по всьому світу. 

### Перші навчальні організації, засновані на симптомах
Хоча спочатку доктор Біллінгс навчав вимірювати температуру та слиз, вони зіткнулися з проблемами в навчанні ознаки температури переважно неписьменне населення в країнах, що розвиваються. У 1970-х вони модифікували метод, щоб покладатися тільки на слиз. Міжнародна організація, заснована доктором Біллінгсом, тепер відома як Всесвітня організація методу овуляції Біллінгса.
Першу організацію, яка навчала симптотермальному методу, було засновано в 1971 році. Джон і Шейла Кіпплі, миряни-католики, разом із доктором Кональдом Премом навчали методу спостереження, який спирався на всі три ознаки: температуру, слиз і положення шийки матки. Тепер їхня організація називається Couple to Couple League International. Наступне десятиліття побачило заснування інших тепер уже великих католицьких організацій, «Сім'я Америки» (1977), яка викладає метод Біллінгса, та Інститут Папи Павла VI (1985), який навчає новій системі, що використовує лише слиз, під назвою «Модель Крейтона». 
До 1980-х років інформація про поінформованість про фертильність була доступна лише з католицьких джерел. Першою світською освітньою організацією був Центр інформування про народжуваність у Нью-Йорку, заснований у 1981 році. Тоні Весхлер почала викладати у 1982 році та опублікувала бестселер «Взявши на себе відповідальність за свою плідність» у 1995 році. Justisse було засновано в 1987 році в Едмонтоні, Канада. Усі ці світські організації навчали симптотермальним методам. Хоча католицькі організації значно більші, ніж світський рух за інформування про народжуваність, незалежні світські вчителі стають все більш поширеними з 1990-х років.

### Постійний розвиток
Триває розробка методів інформування про фертильність. Наприкінці 1990-х років Інститут репродуктивного здоров'я при Джорджтаунському університеті представив два нових методи. Метод TwoDay, система, що використовує лише слиз, і CycleBeads та iCycleBeads (цифрова версія), засновані на методі стандартних днів, розроблені таким чином, щоб бути ефективними та простими для навчання, вивчення та використання. У 2019 році Urrutia et al. опублікував дослідження, а також інтерактивний графік із оглядом усіх досліджуваних методів обізнаності про народжуваність. Фемтех -компанії, такі як Dot і Natural Cycles, також підготували нові дослідження та додатки, щоб допомогти жінкам уникнути вагітності. Natural Cycles — перша програма такого роду, яка отримала схвалення FDA. 

## Ознаки фертильності
Більшість менструальних циклів мають кілька безплідних днів на початку (передовуляторне безпліддя), період фертильності, а потім кілька безплідних днів перед наступною менструацією (постовуляторне безпліддя). Перший день кровотечі вважається першим днем менструального циклу. Різні системи визначення фертильності розраховують період фертильності дещо по-різному, використовуючи основні ознаки фертильності, історію циклу або і те і інше.

## Дивись також
- Фертильність
- Метод лактаційної аменореї
- Базальна температура
- Репродуктивне здоров'я
- Сексуальне здоров'я
- Репродуктивна система
- Репродуктивні права
- Репродукція